# Bandera de Roda de Ter
La bandera oficial de Roda de Ter té la descripció següent:
Bandera apaïsada de proporcions dos d'alt per tres de llarg, blava, amb una roda dentada blanca, de diàmetre 1/2, centrada al costat de l'asta; una faixa estreta horitzontal blanca, d'1/20, separa la faixa inferior groga, de proporcions meitat de la blava.

## Història
Es va aprovar el 18 de maig del 1994 i fou publicada al DOGC el 3 de juny del mateix any amb el num. 1904.
Està basada en l'escut heràldic de la localitat.